# United First Parish Church
L'United First Parish Church est une église à Quincy, au Massachusetts, dans le nord-est des États-Unis. Construite en 1828, elle a été fréquentée par John Adams et John Quincy Adams, qui ont été présidents des États-Unis et y ont été inhumés. Aujourd'hui protégée au sein de l'Adams National Historical Park, elle est inscrite au Registre national des lieux historiques et classée National Historic Landmark depuis le 30 décembre 1970.